# テオドール・ファン・ローン

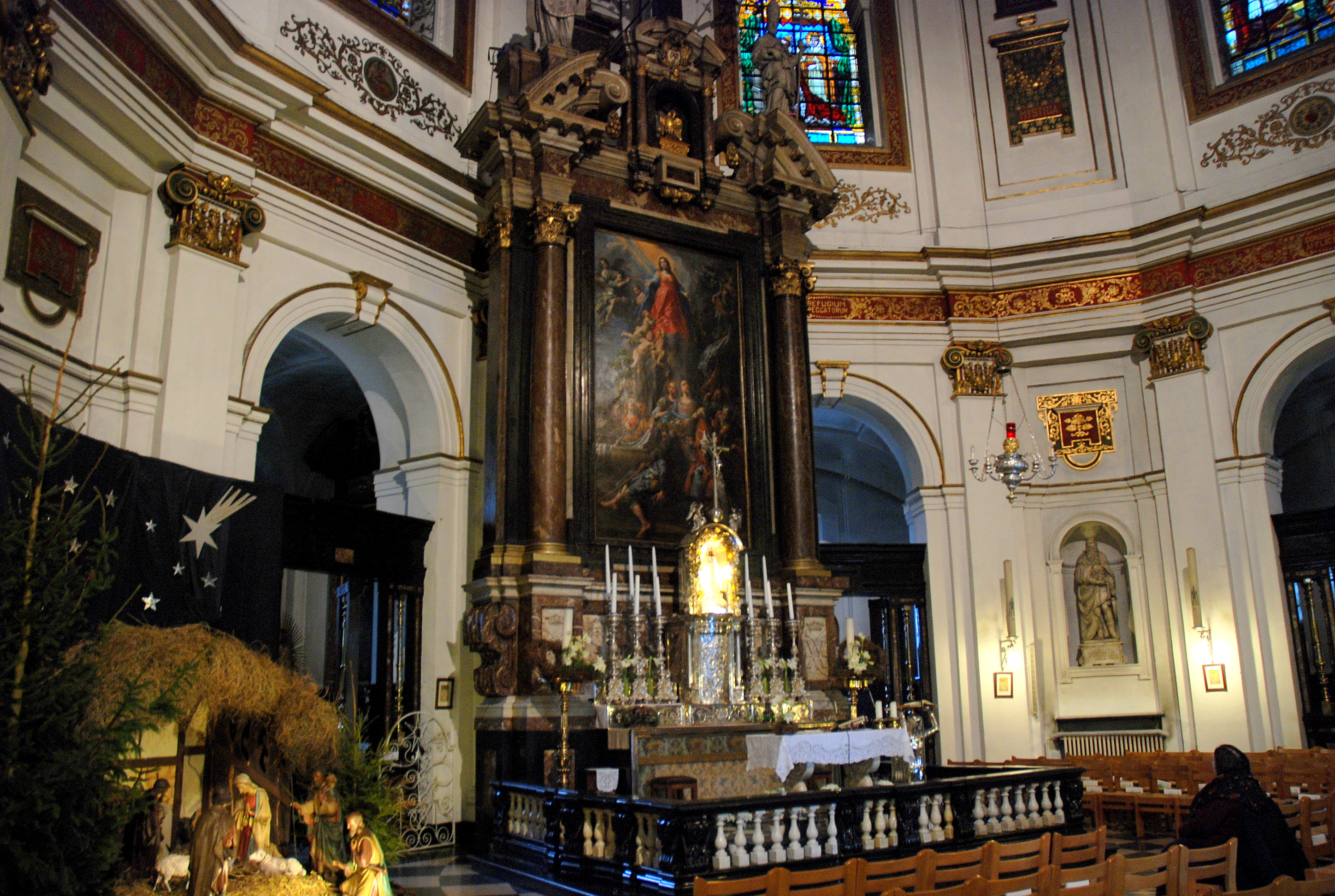
スケルペンフーフェル聖母大聖堂のファン・ローン作の祭壇画

テオドール・ファン・ローン（Theodoor van Loon、1581年か1582年生まれ、1649年没 ）は17世紀のラインラント生まれのフランドルの画家である。カラヴァッジオの影響を受けた一人で宗教画を描いた。

## 略歴
ラインラントのエルケレンツ(Erkelenz)で生まれた。ブリュッセルで主に活動したが、1602年から1608年の間と1628年から1629年の間の2回、イタリアを訪れたとされている。17世紀前半に多くの追随者が生まれたカラヴァッジオ(1571-1610)の追随者の一人であった。
スペイン領ネーデルラント君主のアルブレヒト・フォン・エスターライヒと妻で共同統治者のイサベル・クララ・エウヘニアから注文を受け、ヴェンツェル・コーベルヘル(Wenceslas Cobergher: 1560-1634)とともに働いた、ブリュッセルのいくつかの教会から注文を受けて仕事をし、スケルペンフーフェル＝ジヘム(Scherpenheuvel-Zichem)の、スケルペンフーフェル聖母大聖堂(Basiliek van Onze-Lieve-Vrouw van Scherpenheuvel)の祭壇画も制作した。

## 作品

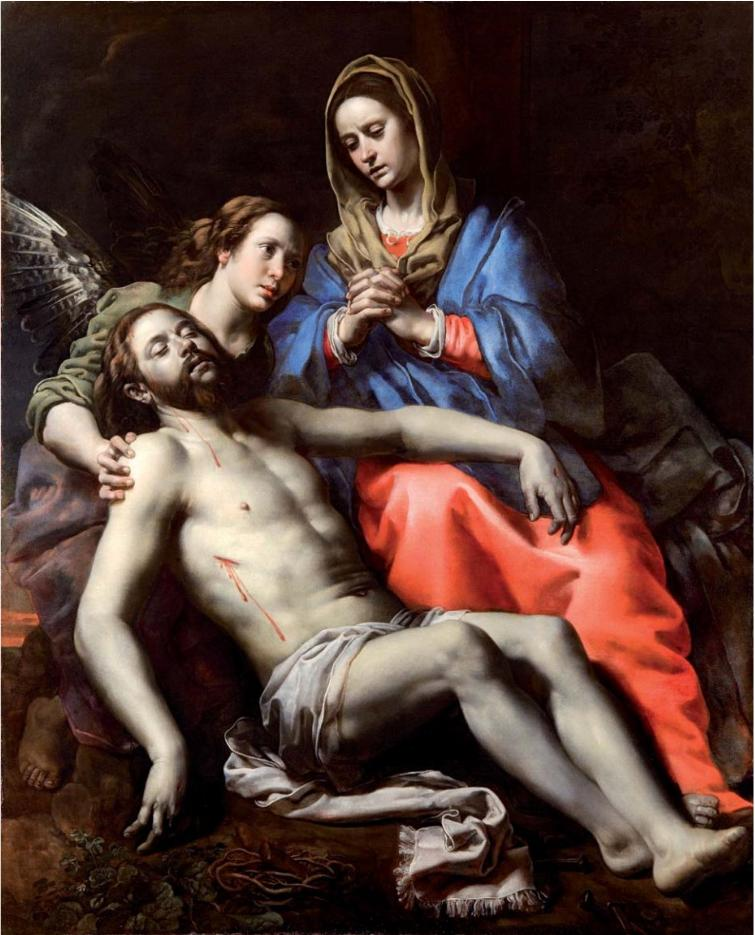
ピエタ (1623) ルクセンブルク国立歴史美術博物館
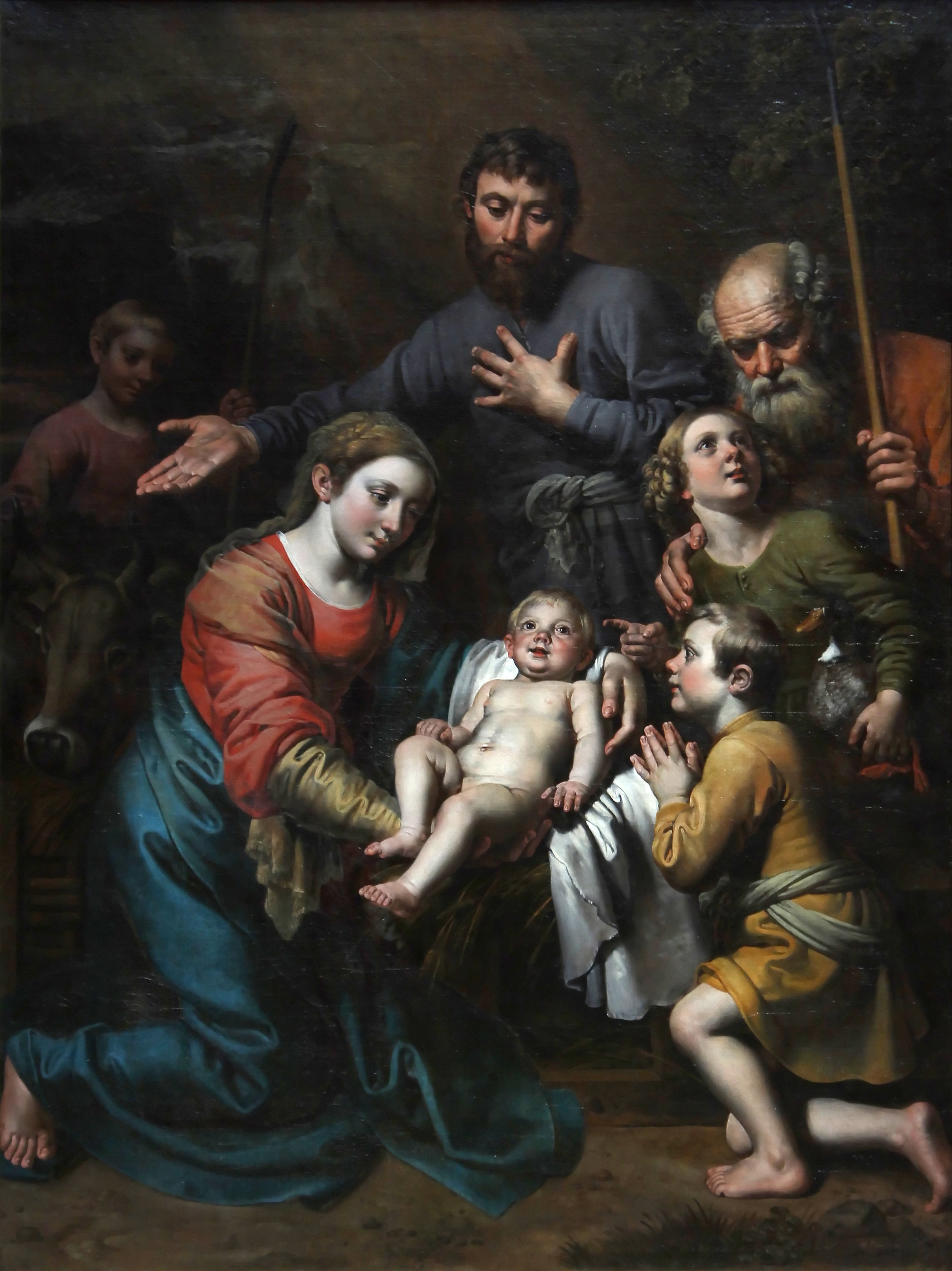
羊飼いの礼拝 ベルギー王立美術館
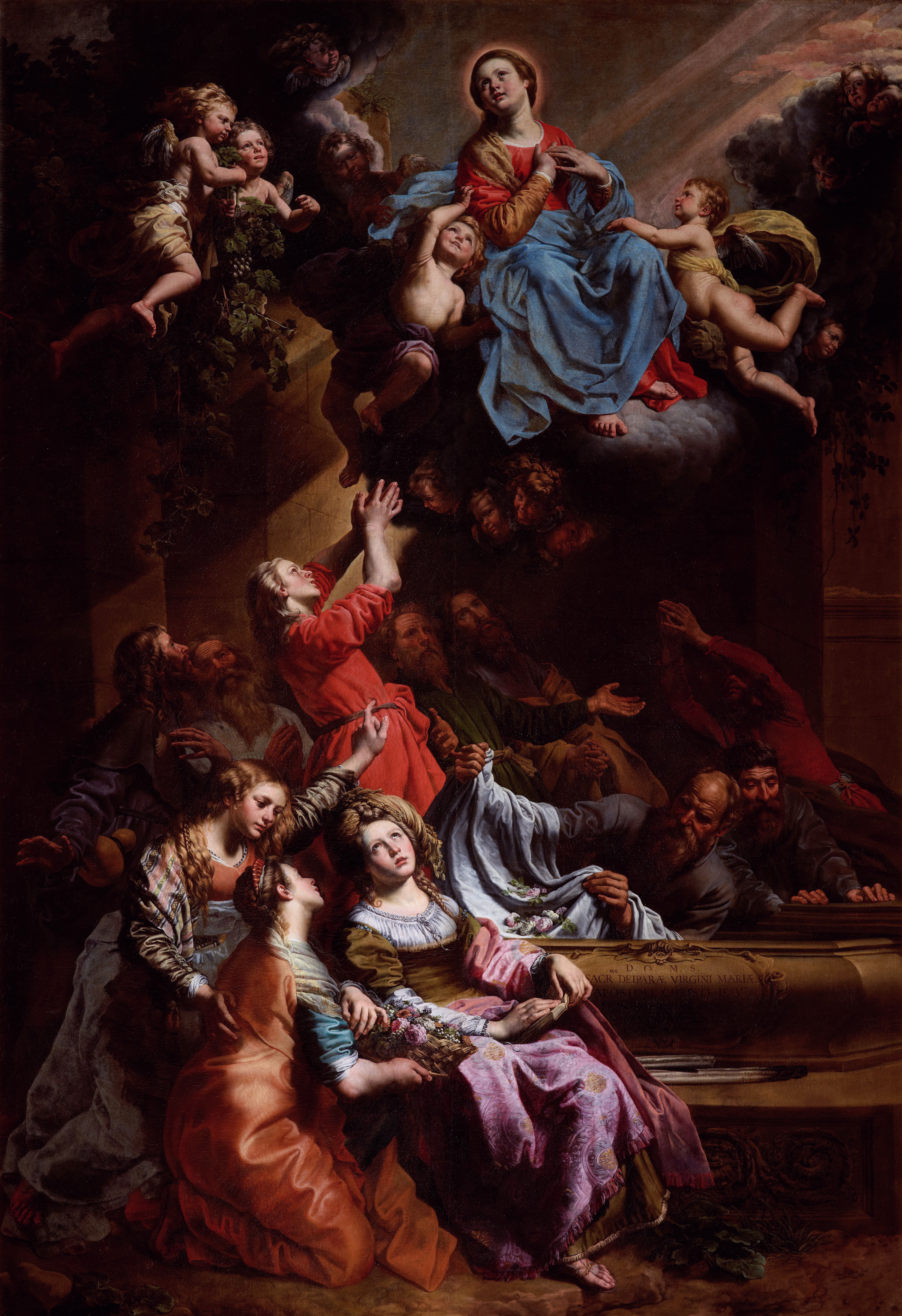
マリアの被昇天 ベルギー王立美術館